# I'm Magic
Non è un posto dove si mangia e si dorme.
È un posto per conoscere. Conoscere la nostra Mente, conoscere il nostro Cuore, conoscere il nostro Coraggio.
E se conosciamo noi stessi, ci sentiamo a casa nostra, ovunque siamo.»
(Glinda, la Strega Buona del Sud)
I'm Magic (The Wiz) è un film del filone blaxploitation del 1978, diretto da Sidney Lumet, con la sceneggiatura di Joel Schumacher, basato sulla storia de Il meraviglioso mago di Oz e riproposto in chiave urbana. I protagonisti sono Diana Ross e Michael Jackson. Tratto dall'omonimo musical di Broadway del 1975, il film fu candidato al Premio Oscar come "Migliore colonna sonora", "Migliore scenografia", "Migliore fotografia" e "Migliori costumi". In Italia è stato distribuito in home video anche con il titolo originale The Wiz.

## Trama
Dorothy Gale (Diana Ross) vive in un appartamento di Harlem, New York, insieme agli zii e al suo amato cagnolino Toto. Una sera, dopo la cena del ringraziamento, Toto scappa fuori di casa inseguito da Dorothy, ma proprio in quel momento si scatena una tormenta di neve. Un piccolo ciclone cattura Dorothy e Toto. Durante il volo Dorothy infrange una scritta elettrica che riporta la dicitura "OZ" e precipita in uno strano luogo. I graffiti di un muro blu si staccano, prendendo vita e forma umana: sono i Ghiottoni, che festeggiano la ragazza come un'eroina, siccome la "Z" che Dorothy ha fatto cadere ha stritolato la malvagia Strega dell'Est, che governava come una tiranna il luogo. In quel momento fa anche la sua apparizione la buona Strega del Nord (chiamata Miss One), che si congratula con Dorothy regalandole le scarpette d'argento della defunta megera.
Dorothy vuole solo tornare a casa sua e la Strega le consiglia di recarsi nella Città di Smeraldo per chiedere aiuto al grande Mago di Oz. Dorothy parte con Toto e durante il tragitto aiuta uno spaventapasseri (Michael Jackson) liberandolo da un gruppo di prepotenti corvi. Lo spaventapasseri, desiderando tanto un cervello, parte con Dorothy e insieme trovano la "strada di mattoni gialli", la via precisa per arrivare alla Città di Smeraldo. Per la strada la coppia salva un buffo uomo fatto interamente di latta (Nipsey Russell) che lavorava in un luna park ed era stato abbandonato una volta arrugginito, oliandolo. L'uomo di latta decide di unirsi a Dorothy e allo spaventapasseri per chiedere a Oz un cuore. Seguendo felici la Strada dei mattoni gialli, i tre si fermano davanti alla biblioteca pubblica di New York, incuriositi dalla statua di un leone che li fissa. Da essa fuoriesce un vero leone ringhiante, il leone codardo (Ted Ross), che in principio li attacca, ma poi viene spaventato da Toto e ammette di essere un grande vigliacco. Il leone decide dunque di unirsi al trio per andare a chiedere a Oz del coraggio.
La Strada dei mattoni gialli porta il gruppo anche in posti molto pericolosi, come una paurosa stazione metropolitana abitata da un malvagio vagabondo dotato di spaventosi pupazzi-Kalidah, fili elettrici assassini, colonne viventi e bidoni dell'immondizia dentati. Il leone codardo sgomina i mostri salvando eroicamente i suoi amici, dimostrando un grande coraggio. Il gruppo arriva nel vicolo delle ragazze-papavero: Dorothy, il leone e Toto vengono mortalmente addormentati dal profumo velenoso delle creature, ma l'uomo di latta e lo spaventapasseri, immuni al veleno, traggono in salvo i tre, dopo di che l'uomo di latta inizia a piangere dalla disperazione e le sue lacrime risvegliano i suoi amici addormentati: nell'avventura ha dimostrato di saper amare. Il gruppo arriva finalmente alla Città di Smeraldo e grazie alle scarpette d'argento di Dorothy ha il permesso di incontrare il potente Oz. Questi appare a loro sotto forma di una gigantesca testa di metallo e concede di esaudire i loro desideri a condizione che prima uccidano la malvagia Strega dell'Ovest. Dorothy e gli altri partono quindi per dare la caccia alla strega, che sentendo il loro arrivo, manda le terribili scimmie volanti, dei centauri scimmieschi capaci di volare, a catturare il gruppo.
A missione compiuta, la strega fa segare lo spaventapasseri, stritola il corpo dell'uomo di latta con una pressa idraulica, tortura il leone e minaccia di ardere vivo Toto, per costringere Dorothy a cederle le scarpette d'argento. Dorothy, però, una volta liberata, seguendo le indicazioni dello spaventapasseri, attiva il sistema antincendio bagnando la strega, la quale si scioglie perché allergica all'acqua. Gli sfigurati schiavi della strega, vedendo la tiranna morta, si tramutano in esseri umani e festeggiano Dorothy liberando il leone e ricostruendo lo spaventapasseri e l'uomo di latta; poi le scimmie volanti trasportano i quattro alla Città di Smeraldo. Dorothy e i suoi amici si recano di corsa alla sala del trono, ma scoprono con sgomento che il grande Mago di Oz (Richard Pryor) non è altri che un semplice uomo capitato in quel posto magico dopo un viaggio in mongolfiera. Il leone, lo spaventapasseri e l'uomo di latta sono disperati perché non potranno più esaudire i loro desideri, ma Dorothy e il falso mago fanno capire loro che il coraggio, il cervello e il cuore li hanno sempre posseduti. Dorothy a questo punto vorrebbe tornare a casa, ma proprio in questo momento appare la Strega buona del Sud (Lena Horne), che riferisce a Dorothy che per tornare a casa deve solo usare le sue scarpette d'argento. Dopo aver dato l'addio ai suoi cari compagni e al mago, Dorothy prende Toto con sé e, utilizzando l'incantesimo delle scarpette d'argento, torna a casa sua dove riabraccia gli amati zii.

## Ambientazione
I luoghi del Mondo di Oz corrispondono a luoghi reali della città di New York: il Paese dell'Est è sito nel Flushing Meadows Park; la paurosa metropolitana si trova in Hoyt-Schermerhorn street; il campo delle ragazze-papavero è nell'ottava avenue di Times Square; la Città di Smeraldo corrisponde all'intera Manhattan; e il Paese dell'Ovest è collocato sotto quello che nella realtà è lo Yankee Stadium.
Nel film si dice che il Mondo di Oz è invisibile, che è un mondo parallelo al nostro, nel quale ci si può avventurare solo grazie a Glinda (anche il Mago di Oz racconta che quando era a bordo della sua mongolfiera un uragano lo catturò e che l'uragano era stato sicuramente generato da Glinda).

## Personaggi

### Personaggi secondari
- Tutti i nemici secondari del film (i quattro corvi, il vagabondo con i mostri della metropolitana e le ragazze-papavero) sono servi della Strega dell'Ovest.
- Le colonne viventi sono la trasposizione urbanistica degli alberi guerrieri e i bidoni carnivori quella dei lupi della strega.
- Le streghe in questo film hanno dei nomi: la Strega del Nord si chiama Miss One (Strega 1), la Strega del Sud è Glinda (Strega 2), la Strega dell'Ovest si chiama Evillene (Strega 3) e la Strega dell'Est è Evermean (Strega 4). Anche il leone codardo afferma di avere un nome, Fleetwood Coupe de Ville ma, nonostante ciò, viene sempre chiamato "Leone" dagli altri personaggi.
- Durante la prima parte del film si notano degli strani taxi, che nonostante Dorothy cerchi di chiamare, partono sempre indifferentemente. Poco dopo che l'uomo di latta si unisce al gruppo, appaiono di nuovo i taxi, che sbattono l'uno contro l'altro e si frantumano, così come nella scena del leone.

Anche nella scena delle ragazze-papavero si vede una torre di cristallo piena di taxi.

## Produzione
The Wiz fu all'epoca della sua realizzazione il più costoso musical nella storia del cinema. Mabel King (Evillene) e Ted Ross avevano già recitato nei rispettivi ruoli nella versione teatrale di Broadway, mentre Michael Jackson, interprete dello spaventapasseri, fu considerato troppo esile per interpretare la parte del leone e troppo vivace per quella dell'uomo di latta. 
Ben due attori importanti del cast come Richard Pryor e Lena Horne erano affetti da sclerosi multipla, anche se all'epoca delle riprese al primo la malattia non era stata ancora diagnosticata, mentre la Horne aveva una forma benigna.
Inizialmente il regista del film doveva essere John Badham, futuro regista di successi quali La febbre del sabato sera e Wargames ma per divergenze creative con i produttori (soprattutto a causa della scelta della protagonista Diana Ross, fortemente voluta dalla Universal, ma per Badham inadatta alla parte) fu licenziato e sostituito con Sidney Lumet.

## Distribuzione
Il film venne distribuito negli Stati Uniti dal 24 ottobre 1978.

### Edizione italiana
In Italia il film arrivò nelle sale con 6 anni di ritardo, il 6 gennaio 1985, con il titolo I'm Magic e una campagna pubblicitaria esclusivamente incentrata su Michael Jackson, ritratto nelle locandine nel suo look contemporaneo.
Nel 2004, il film viene distribuito in DVD con il titolo originale e con un nuovo doppiaggio.

## Accoglienza
Il film ebbe un incasso di 13.600.000 dollari, ma ricevette recensioni negative: fu criticato come «sciocco per gli adulti e spaventoso per i bambini», ma soprattutto per il fatto che il cast era costituito solo da gente di colore, una cosa non ancora apprezzata all'epoca dell'uscita del film. Pryor e Ted Ross ricevettero critiche positive per la recitazione, mentre Jackson descrisse The Wiz come uno dei momenti più interessanti e magici della sua gioventù e l'attore Ray Bolger (lo spaventapasseri del film del 1939) espresse un giudizio abbastanza positivo su di lui.
È durante le riprese di questa pellicola che il cantante incontrò il musicista Quincy Jones, che di lì a poco produrrà per lui alcuni album, rendendolo una popstar di fama mondiale. Negli Stati Uniti dagli inizi degli anni Ottanta in poi il film fu distribuito in VHS e trasmesso sulle reti televisive incassando altri 10 milioni di dollari.
A distanza di anni, soprattutto per il Giorno del ringraziamento, viene programmato regolarmente.
Nel 2008, trentesimo anniversario della uscita del film, fu pubblicata un'edizione speciale in DVD, che fu abbastanza venduta dopo la morte di Jackson.

## Somiglianze con il classico del 1939
Uno degli spot pubblicitari del film all'epoca dell'uscita nelle sale affermava che The Wiz fosse addirittura un rifacimento del classico Il mago di Oz. In effetti le due pellicole presentano varie somiglianze:
- quando la Strega del Nord trasferisce le scarpette d'argento alla Strega dell'Ovest, i piedi di quest'ultima si arrotolano su sé stessi come nel film del 1939;
- il leone codardo, dopo la sua entrata in scena, attacca gli amici di Dorothy insultando l'uomo di latta e lo spaventapasseri in un modo molto simile a quello che fece Bert Lahr, leone nel primo film;
- le scarpe dei pupazzi-Kalidash nel momento in cui si ingrandiscono sono simili alle scarpette di Rubino indossate da Judy Garland nel primo film;
- Oz appare solo come una testa gigante come nel film del 1939;
- la Strega dell’Ovest si vuole vendicare della morte della sorella, la Strega dell’Est, uccisa da Dorothy. Anche nella pellicola del ‘39 sussiste questa parentela tra le due streghe;
- Glinda ha poteri sulla neve, come nel vecchio film;
- la linea narrativa della seconda pellicola è simile a quella della prima, ovvero quando Dorothy arriva a Oz incontra i suoi amici, il mago le ordina di uccidere la strega, dopo averla sconfitta scoprono che il mago è un uomo comune, Glinda appare e riporta Dorothy a casa;
- in entrambi i lungometraggi quando la Strega dell'Ovest tenta di togliere le scarpette a Dorothy, si ustiona le mani per il potere protettivo, e quando tenta di strappare le scarpette, le sue dita si arrotolano per via del loro potere magico.

## Citazioni e riferimenti culturali
- La "paurosa metropolitana", nella realtà la metropolitana di Hoyt-Schermerhorn street a New York, è presente nel videoclip del brano Bad di Michael Jackson.
- Nell'episodio della prima stagione della serie tv The Cleveland Show "Il voto alla purezza", nella chiesa dove si trova Cleveland all'inizio, i fedeli intonano in coro Ease on Down the Road, la canzone principale della colonna sonora del film.
- In una puntata della serie televisiva Scrubs - Medici ai primi ferri, J.D. si rivolge al per niente interessato dottor Kelso parlando di The Wiz e intonando Ease on Down the Road.